# 농협동인회
농협동인회는 농정 및 농협사업 지원, 농업·농촌·농협 발전을 위한 컨설팅 및 교육활동 등 목적으로 1981년 설립된 단체이다. 2006년 4월 7일 대한민국 농림축산식품부 소관의 사단법인으로 설립 허가되었다. 사무실은 서울특별시 마포구 노고산동 49-31 농협중앙회 신촌복합빌딩 11층에 있다. 아울러 2010년 10월 경비·보안사업과 시설관리업을 주축으로 하는 기업 (주)AC휴먼넷(Agricultural Cooperative Human Net)을 설립하여 농협의 발전을 기여하는데 중추역할을 감당하고있다.

## 주요 사업
- 동인 하나로 강좌 개최
- 농협의 농업 및 농업인 권익 보호 활동 참여
- 동인회 소식지 발간
- 동인포럼 개최
- 정기총회 및 추계 모임 개최